# Roperua
Roperua là một chi bướm đêm thuộc họ Noctuidae.